# Tierra Nueva 1.ª Sección
Tierra Nueva 1.ª Sección es una localidad del municipio de Huimanguillo ubicado en la subregión de la Chontalpa del estado mexicano de Tabasco.

## Geografía
La localidad de Tierra Nueva 1.ª Sección se sitúa en las coordenadas geográficas 17°49′26″N 93°26′20″O / 17.823889, -93.438889, a una elevación de 24 metros sobre el nivel del mar.

## Demografía
Según el Conteo de Población y Vivienda 2020, efectuado por el Instituto Nacional de Estadística y Geografía, la localidad de Tierra Nueva 1.ª Sección tiene 821 habitantes, de los cuales 422 son del sexo masculino y 399 del sexo femenino. Su tasa de fecundidad es de 2.88 hijos por mujer y tiene 219 viviendas particulares habitadas.
| Gráfica de evolución demográfica de Tierra Nueva 1.ª Sección entre 1970 y 2020 |
|                                                                                |
| INEGI.                                                                         |